# Fermate

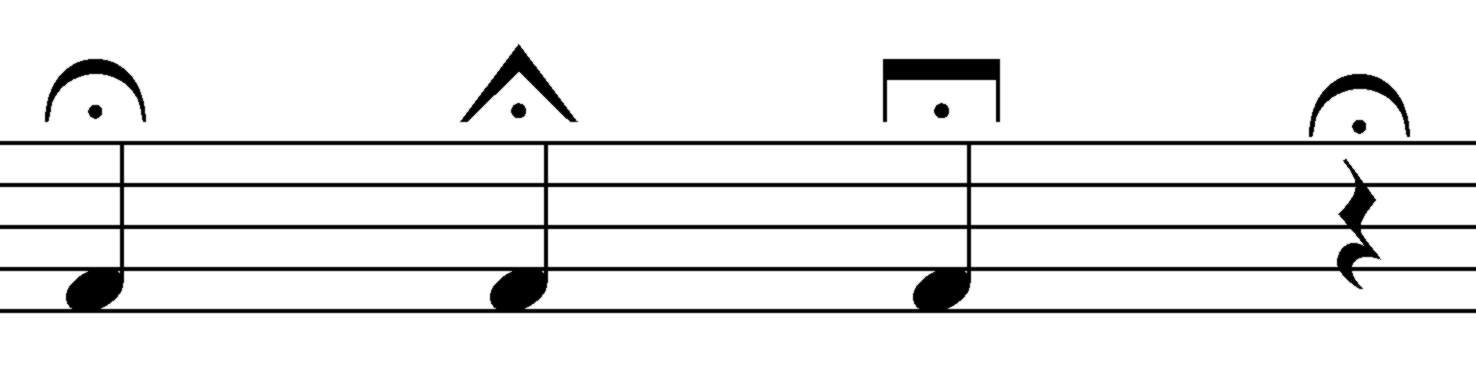
Fermate-tekens, achtereenvolgens:
- normale fermate (ook wel aangeduid als corona)
- korte fermate
- lange fermate
- rust met fermate

Fermate (Italiaans: fermare, aanhouden) is een muziekterm die tegenwoordig aangeeft dat het metrum even doorbroken wordt doordat de noot of rust of maatstreep waarboven het fermateteken staat, meer tijd krijgt dan de genoteerde waarde doet vermoeden. Zarlino schrijft in zijn "Le Institutioni harmoniche" (1558) echter: "Op de plaats waar de coronata staat, moet de imitatie [in bijv. een fuga] stoppen." In koralen hebben coronata de functie van zinsindeling, daar ze op de laatste noot van een zin of zinsdeel staan. 
Een fermate wordt genoteerd als een boogje of 'dakje' met daarin een punt boven het aan te houden maatdeel (zie figuur). Een fermate kan zowel boven een genoteerde toon als op een genoteerde rust worden geschreven. Ook komen fermates boven maatstrepen voor: in dat geval heeft de fermate geen invloed op de lengte van de noot (of rust) voor de maatstreep, slechts op de timing van de noot (of rust) erna, ofwel: de noot (of rust) voor de fermatemaatstreep stopt weliswaar exact op tijd, maar er ontstaat een spanningspauze waar men de volgende eerste tel verwacht. 
De korte en lange fermate worden minder frequent aangetroffen in de bladmuziek, dan de normale. De duur van de fermate wordt soms gespecificeerd door een bijschrift bij het fermateteken, bijvoorbeeld: breve (=korte fermate), lunga (= lange fermate) of 12 " (12 seconden).
Het Franse woord voor fermate is Point d'orgue, dit moet echter niet worden verward met de Nederlandse term orgelpunt. Bij een orgelpunt wordt er weliswaar ook een toon aangehouden, maar deze toon wordt dan omspeeld door andere stemmen.